# NGC 2419
NGC 2419是在1788年12月31日被威廉·赫歇耳在天貓座發現的一個球狀星團。NGC 2419 與太陽系和銀河中心的距離大約都是30萬光年。 
NGC 2419有個被稱為"星系漫遊者"的綽號，因為它被誤認為不是在環繞銀河的軌道上。它的軌道將進一步的使它遠離銀河而趨近於麥哲倫雲，但它仍被認為是銀河系的成員。在如此遠的距離上，它環繞銀河系一周約需要30億年的時間。
相較於一些知名的球狀星團，像是M13，這個星團非常暗淡。NGC 2419的視星等只有9等，即使在良好的天候情況下，至少也需要品質良好的102mm(4英吋)望遠鏡才能看見。
天文學家Leos Ondra 注意到從仙女座大星系觀察我們的銀河系時，因為它位於銀河系主要的盤面和高密度的遮蔽區之外，它會是最明亮和最壯觀的球狀星團。這類似於從地球觀察仙女座大星系時，可以看見在外圍環繞著的G1一樣。

## 外部連結
- NGC 2419 @ SEDS NGC objects pages
- NGC 2419 LRGB CCD image based on 2 hrs total exposure（页面存档备份，存于）
- WikiSky上关于NGC 2419的内容：DSS2, SDSS, GALEX, IRAS, 氢α, X射线, 天文照片, 天图, 文章和图片
- NGC 2419 @ APOD（页面存档备份，存于）